# Jüdischer Friedhof (Altenkirchen, Westerwald)

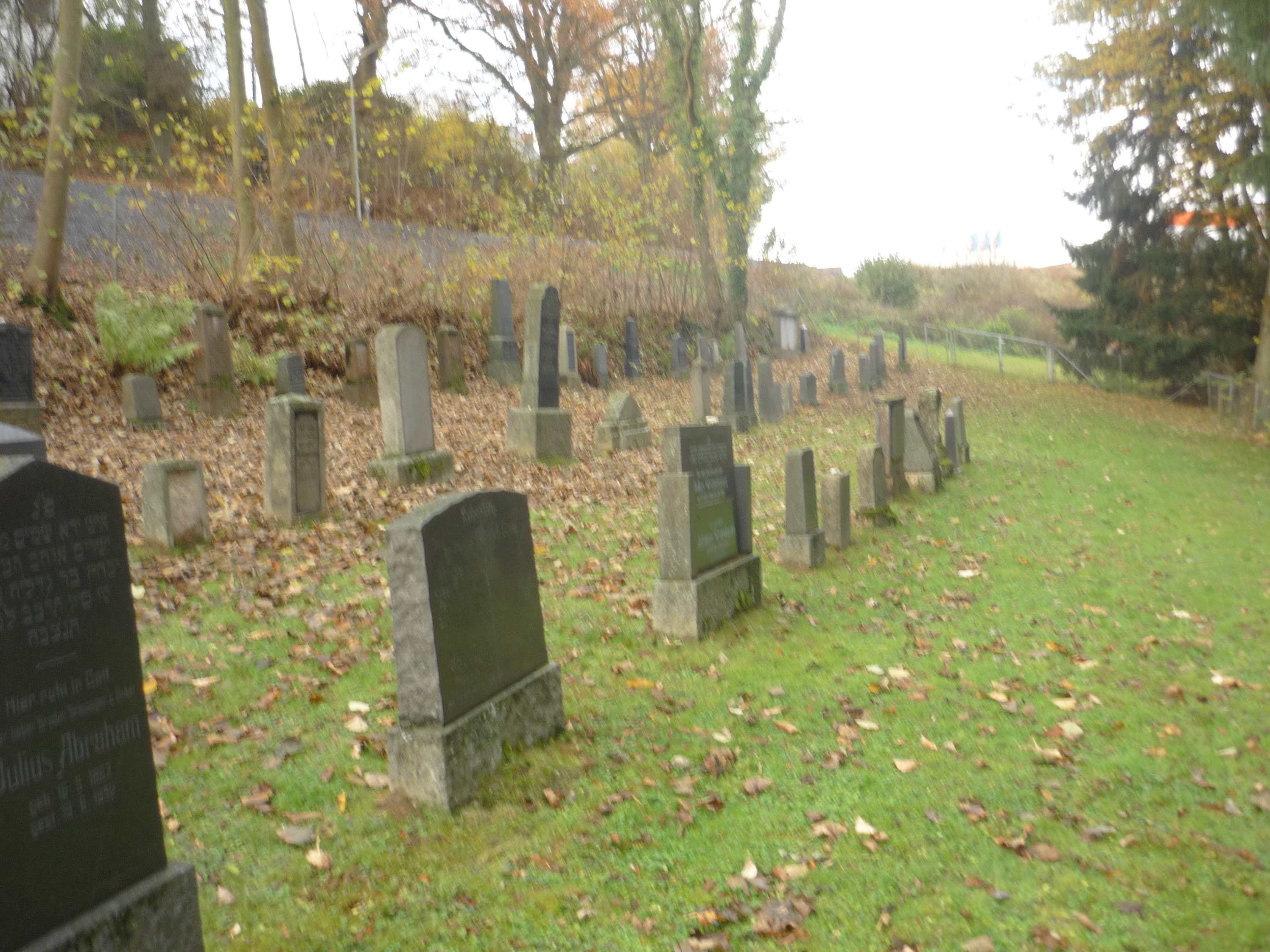
Jüdischer Friedhof Altenkirchen (Westerwald)

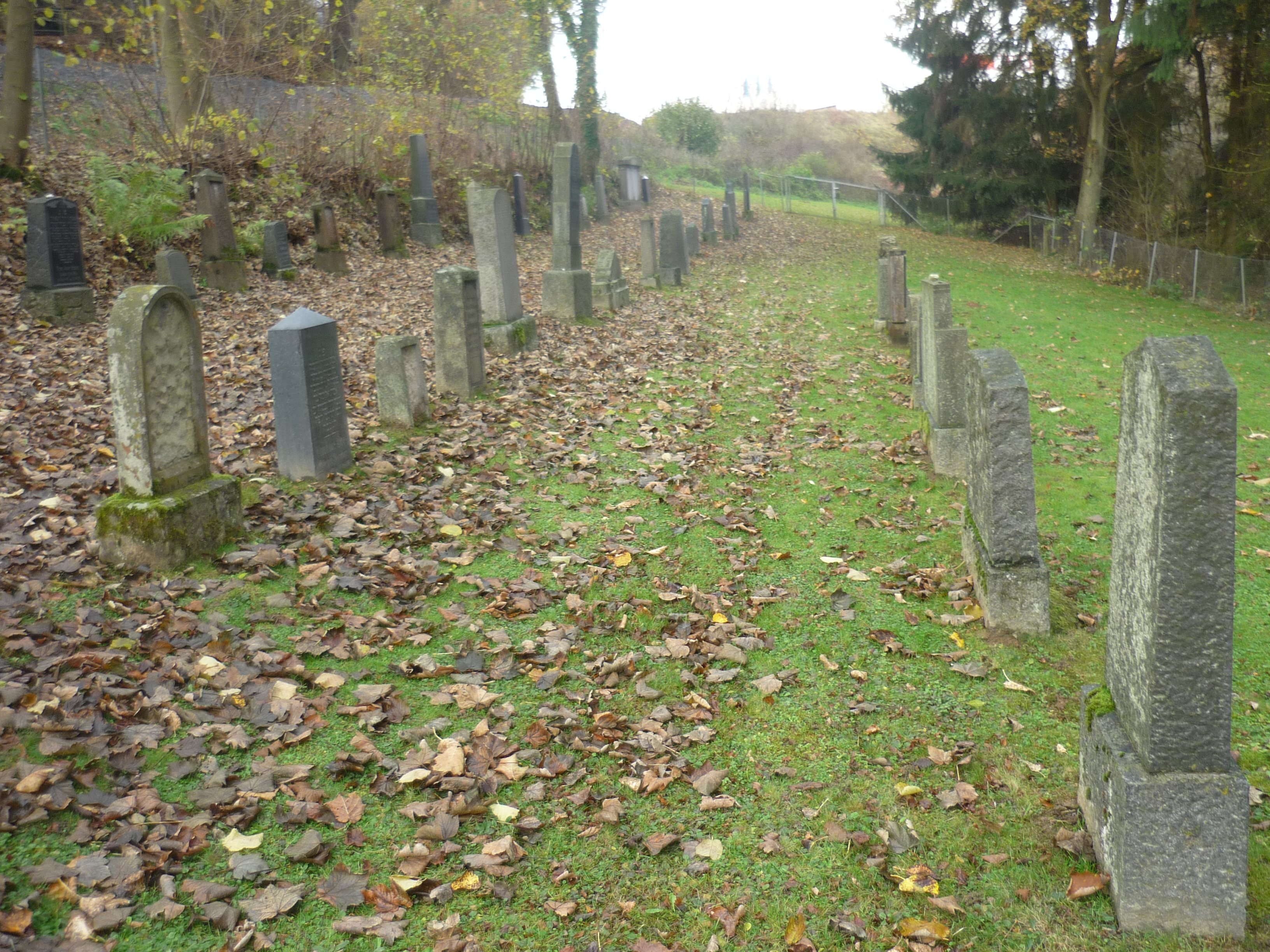
Jüdischer Friedhof Altenkirchen (Westerwald)

Der jüdische Friedhof in Altenkirchen (Westerwald) (Landkreis Altenkirchen, Rheinland-Pfalz) ist ein geschütztes Kulturdenkmal.

## Geschichte
Die Jüdische Gemeinde Altenkirchen (Westerwald) hatte zunächst einen kleineren Friedhof; für das Jahr 1742 ist ein jüdischer Friedhof in der Stadt belegt, „nächst an der Stadt links vor dem Herrschaftlichen Hopfengarten“. Solange die jüdischen Mitbürger keinen Friedhof hatten, war ihnen lediglich erlaubt, die Toten am Quengelsberg nahe der Stadtmauer unweit der ersten Judenschule (Bethaus) zu begraben.
Um 1780 fand eine Erweiterung des Friedhofs statt; das älteste belegte Grab ist von einem im Jahr 1783 Verstorbenen. Die Gemeinde bestand zu dieser Zeit nicht nur aus Altenkirchenern, sondern auch aus Familien der umliegenden Dörfern. Der ausgewählte Ort des Friedhofs Gut Ort, liegt gemäß der Tradition an einem Wasserlauf, hier der Quengelsbach auf dem heutigen Gelände an der Kumpstraße. Die 1817 begonnene Friedhofsliste erwähnt den Umfang der Anlage: Auf dem ersten alten Teil konnten, anfangend um 1780, 24 Gräber belegt werden. Auf einem zweiten Teil, anfangend 1862, waren 69 Gräber vorgesehen, und auf einem neueren Teil, anfangend 1899, nochmals 54; ein viertes Feld war für Kindergräber vorgesehen.
Eine Bestandsaufnahme vor der dann Mitte der 1980er Jahre erfolgten Sanierung ergab 37 Grabstellen (nicht Steine) bei einer Größe von 984 m². Gegenwärtig gibt es keine Grabstellen bzw. -felder mehr, sondern heute noch vorhandene 62 Grabsteine; davon haben 18 keine Grabplatten oder lesbare Aufschriften. Von den Inschriften in den Steinen sind 37 in hebräischer und 7 nur in deutscher Sprache (Schrift) abgefasst; bei den jüngeren Gräbern überwiegt die deutsche Sprache. So gibt es Steine, die deutsch beginnen und enden; meist handelt es sich um die Lebensdaten der Verstorbenen. Der religiöse und biblische Bezug oder die Würdigung des Verstorbenen steht dann in der Mitte. Auf sechs Steinen ist der Davidstern abgebildet; ein Kindergrab ist noch vorhanden. Nach 1933 fanden noch sieben Bestattungen statt; die letzte eine Emilie Isaac 1937. Die am häufigsten vorkommenden Familiennamen sind Abraham, Salomon und Davis.
Der Friedhof blieb – im Gegensatz zur Synagoge in der Frankfurter Straße – in der Zeit des Nationalsozialismus im Wesentlichen unbeschädigt. 1986 übernahm die Stadt Altenkirchen (Westerwald) von der jüdischen Kultusgemeinde Koblenz die Betreuung des Jüdischen Friedhofs.